# Meet Some Freaks on Route 66
Meet Some Freaks on Route 66 è il quarto EP del gruppo rock italiano Afterhours, uscito il 29 febbraio 2012.

## Il disco
Il disco è stato venduto in allegato alla rivista musicale La Repubblica XL del mese di marzo. Il disco contiene 8 tracce registrate dalla band negli Stati Uniti, in diversi studi di registrazione lungo la Route 66 che dà il nome al titolo. Delle otto tracce, sette sono pezzi degli Afterhours riarrangiati e registrati da importanti produttori tra cui Greg Norman, John Schroeder e Doug Geist; l'ultima traccia invece è una versione live di Dolphins, pezzo di Fred Neil nella versione di Tim Buckley, suonata insieme ai Majakovich.
È solo febbre e La sottile linea bianca sono state registrate il 24 ottobre 2011 da Greg Norman presso lo studio Electrical Audio di Chicago. Ballata per la mia piccola iena e Pelle sono state registrate il 26 ottobre 2011 da Jon Schroeder presso The Church Studio di Tulsa, Oklahoma. Male di miele e Il paese è reale, invece, sono state registrate da Doug Gesit negli studi Santa Fe Center Studios di Albuquerque, Nuovo Messico il 31 ottobre 2011.

## Tracce
1. È solo febbre
2. La sottile linea bianca
3. Ballata per la mia piccola iena
4. Pelle
5. Male di miele
6. Il paese è reale
7. La vedova bianca
8. Dolphins – feat. Majakovich